# Europeana

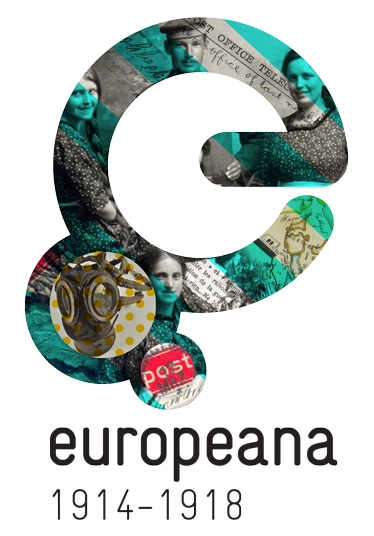
Logo Europeana 1914-1918 project

Europeana.eu is een portaalsite waarop gedigitaliseerde collecties van Europese culturele en wetenschappelijke instellingen te vinden zijn. De website valt onder het beheer van de Stichting Europeana, waarvan het hoofdkantoor gehuisd is in Den Haag. In 2013 waren er via Europeana 26 miljoen objecten te vinden van ruim 2.200 instituten uit 34 landen.

## Geschiedenis
Europeana ging op 20 november 2008 online, en bevatte toen twee miljoen items. De website bevat informatie (metadata) over culturele en wetenschappelijke collecties uit heel Europa, die waar mogelijk zijn voorzien van een thumbnail van de informatie. Om de volledige inhoud te zien moeten gebruikers doorklikken naar de website van de instelling die de eigenlijke metadata en informatie aanbiedt. Deze aanbieder bepaalt ook de voorwaarden van toegang, die variëren van een open licentie of publieke domein tot betaalde toegang, afhankelijk van het auteursrecht.

## Europeana data-aanbieders
De metadata die op Europeana staat wordt op verschillende manieren binnengehaald, via verschillende typen data-aanbieders of 'aggregators'. Deze aggregators brengen metadata van verschillende organisaties bij elkaar, zodat deze vanaf één plek kunnen worden doorgezet naar Europeana. Alle nationale bibliotheken van de 27 lidstaten van de Europese Unie en een duizendtal Europese culturele en wetenschappelijke organisaties leveren materiaal via Europeana. Deze aggregators zijn als volgt onderverdeeld:
- Landelijke aggregator: brengt metadata samen van organisaties met een geografische binding. Dit wordt verder onderverdeeld in:
  - Regionale aggregator: verzamelt enkel metadata vanuit een specifieke regio.
  - Nationale initiatieven: deze worden benoemd door het betreffende Ministerie van een land
  - Nationale aggregator: verzamelt net als nationale initiatieven metadata, maar zijn meestal enkel aanwezig in landen waar geen expliciet nationaal initiatief is benoemd door het Ministerie.[5]
- Project aggregator: Dit zijn projecten die vanuit een consortium metadata en content bij elkaar brengen binnen een specifiek thema of domein.
- Onafhankelijke organisaties: Deze aggregators werken onafhankelijk van een Ministerie of een specifiek project.

Europeana heeft in totaal 140 data-aanbieders. Deze data-aanbieders representeren meer dan 2.300 organisaties uit heel Europa.